# Vinzenz Sterz
Vinzenz Sterz (Geburtsdatum und -ort unbekannt; † 23. August 1828, vermutlich in Pitten in Niederösterreich) war ein österreichischer Techniker und Unternehmer. Er baute 1819 die erste funktionierende Papiermaschine der Habsburgermonarchie und legte den Grundstein für die k.k. priv. Pittener Papierfabrik.

## Die erste Papiermaschine in Österreich
Man weiß kaum etwas über Vinzenz Sterz, außer dass er ab 1819 die Papierproduktion in der Habsburgermonarchie revolutioniert hat. Auch hat er 1828 die k.k. priv. Papierfabrik in Pitten gegründet. Bei der Papiermaschine, die es zum ersten Mal erlaubte, vor Ort maschinell und nicht händisch Papier herzustellen, handelte es sich um eine Adaption einer Erfindung von Bryan Donkin. Sie wurde deshalb auch „Donkinmaschine“ genannt. Durch diese Innovation war man in der Donaumonarchie nicht mehr vom Papierimport abhängig.
Vinzenz Sterz hatte als Direktor der Papierfabrik Franzensthal bei Ebergassing – welche 1770 von Thomas von Trattner gegründet worden war – 1819 die Maschine gebaut und das staatliche Privileg erhalten, das maschinell erzeugte Papier als einziger inländischer Papierhersteller für die gesamte Monarchie zu produzieren. Da die Papierrollen „unendlich“ lang sein konnten, nannte man die Produktion auch „Papier ohne Ende“.
Ab 1820 belieferte die Papierfabrik Franzensthal auch die Oesterreichische Nationalbank mit dem Papier für Banknoten. In den folgenden Jahren verbesserte Vinzenz Sterz seine Maschine und konstruierte eine Schneidemaschine. Nach weiteren Erfindungen und Verbesserungen gründete er 1828 eine Papierfabrik in Pitten. Die Pittener Papier-Manufaktur S. & Co., später bekannt unter dem Namen k.k. priv. Pittener Papierfabrik, begann ihre Produktion in einer ehemaligen Mahl- und Sägemühle. 
Noch im selben Jahr starb jedoch Vinzenz Sterz.

## k.k. priv. Pittener Papierfabrik
Die Witwe Magdalena Sterz übernahm mit den Gesellschaftern Johann Friedrich Rümmelein, Christoph Hartwig und Philipp Heinrich Werdmüller von Elgg den Betrieb. Es gab weitere Verbesserungen der alten sowie neue Maschinen, was dazu führte, dass 1835 das Unternehmen auf der ersten österreichischen Gewerbeausstellung mit der Bronze-Medaille ausgezeichnet wurde.
Von Heinrich Werdmüller von Elgg gibt es vom heftigen Erdbeben vom 14. März 1837, das er beim Lesen der Beschreibungen des Moorbruchs in der Grafschaft Antrim in Irland im Laboratorium der Fabrik erlebte, einen ausführlichen Bericht.
1853 übernahm kurzfristig Wilhelm Hamburger, der zweite Papierfabrikant in Pitten, das Unternehmen, bevor 1858 die Actiengesellschaft k.k. priv. Pittener Papierfabrik gegründet wurde. Nach dem Preußisch-Österreichischen Krieg 1866 kam das Unternehmen in finanzielle Schwierigkeiten, welche der langjährige Direktor Wilhelm Coulon wieder in den Griff bekam, so wurde bei der Weltausstellung 1873 der Betrieb als wichtigster Hersteller von mittelfeinem Papiers erwähnt. Auch kam ab 1873 aus der Fabrik das notwendige und erstmals in Österreich erzeugte Rollenpapier für den Zeitungsdruck. Somit belieferte die k.k. priv. Pittener Papierfabrik die österreichische Presse.
Der Architekt Otto Hieser hatte übrigens in Pitten für den erfolgreichen Direktor das örtliche Schloss umgebaut. Wilhelm Coulons Arbeit wurde von seinem Nachfolger Ferdinand Hauschka ab 1884 erfolgreich fortgesetzt. In Folge hat übrigens Otto Hieser auch für Ferdinand Hauschka eine riesige Villa in Wien gebaut. Zur Jahrhundertwende war die k.k. priv. Pittener Papierfabrik die drittgrößte ihrer Art auf dem Gebiet des heutigen Österreichs, nach der Leykam-Josephsthal AG, deren Grundstein 1793 Andreas Leykam gelegt hatte, und der Neusiedler AG für Papierfabrikation, ebenfalls 1793 gegründet.
Das Unternehmen expandierte und übernahm weitere Papierfabriken der Umgebung. Ab 1906 übernahm die Leykam-Josephsthal AG über den Wiener Bankverein sukzessive die Mehrheit der Aktien der Pittener Papierfabrik. 1926 ging die Pittener Papierfabrik AG zur Gänze im Leykam-Konzern auf.
1931 wurde die Fabrik in Pitten, 103 Jahre nachdem sie von Vinzenz Sterz gegründet worden war, stillgelegt.